# أولكسندر فولكوف (لاعب كرة قدم)
أولكسندر فولكوف (بالأوكرانية: Олександр Миколайович Волков)‏ (7 فبراير 1989 بكييف في أوكرانيا - ) هو مدرب كرة قدم ولاعب كرة قدم أوكراني في مركز الهجوم. شارك مع منتخب أوكرانيا تحت 16 سنة لكرة القدم ومنتخب أوكرانيا تحت 17 سنة لكرة القدم. أما مع النوادي، فقد لعب مع دينامو كييف وزوريا لوهانسك ونادي بلشينا بوبرويسك وFC Dynamo-3 Kyiv ‏ وFC Poltava ‏ ونادي ميكولايف ‏ وأولمبيك دونيتسك.

## وصلات خارجية
- أولكسندر فولكوف (لاعب كرة قدم) على موقع اتحاد أوكرانيا (الإنجليزية)
- أولكسندر فولكوف (لاعب كرة قدم) على موقع قاعدة بيانات كرة القدم.إي يو (الإنجليزية)
- أولكسندر فولكوف (لاعب كرة قدم) على موقع Soccerway.com (الإنجليزية)